# Poziție sexuală

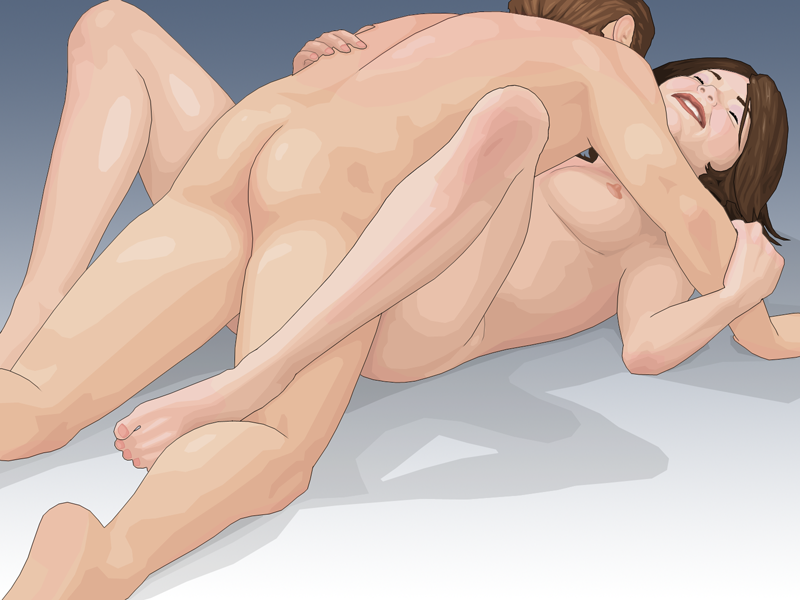
Poziția misionarului, cea mai frecvent utilizată poziție sexuală

Pozițiile sexuale sunt poziții ale corpului pe care oamenii le adoptă în timpul actului sexual sau a activităților sexuale.

## Poziții
- 69 - o poziție pentru sex oral reciproc care permite ca ambii parteneri să se stimuleze reciproc și simultan.
- 69 invers - Partenerul de sus trebuie să se asigure că poziționează organele genitale la înălțimea potrivită, ca mobilitatea partenerului de jos tinde să fie un pic interzisă.
- 69 în genunchi - Bărbatul o întoarce pe femeie cu capul în jos, ținând-o foarte bine de mijloc și spate, până când aceasta ajunge cu capul între picioarele bărbatului. Și femeia îl cuprinde în brațe pe bărbat, realizând astfel și o îmbrățișare și un punct de sprijin. Femeia își așează coapsele pe umerii partenerului, ține picioarele îndoite, în spatele capului acestuia iar cu gambele îl poate ghida exact în locul fierbinte unde își dorește ea să ajungă buzele și limba lui.
- Poziția 69 în lateral - Poziția 69 în lateral presupune o răsucire a poziției 69 tradiționale, prin faptul ca amândoi partenerii sunt întinși lateral.
- Poziția 69 pe șezute - Pentru a pune în practica această poziție partenerul care ridică trebuie sa fie puternic ți sa aibă răbdare. Partenerul care ridică ar trebui să inceapă așezandu-se pe un scaun înalt și să-și ajute partenera sa se aseze în poziție, aceasta poziționându-și capul între picioarele partenerului în timp ce iși înnoadă ușor picioarele în jurul gâtului partenerului iar mâinile le strânge în jurul spatelui acestuia.
- Poziția 69 (în picioare) - Pentru a pune în practică această poziție partenerul care ridică trebuie să fie puternic si sa aibă răbdare. Cel care ridică ar trebui sa înceapă de la poziția 69 așezat, așezandu-se pe un scaun înalt si să-și ajute partenera sp se așeze în poziție, aceasta poziționîndu-și capul intre picioarele partenerului în timp ce iși înnoadă ușor picioarele în jurul gâtului partenerului iar mâinile le strânge în jurul spatelui acestuia.
- Poziția face-off - Partenerul stă jos, cu picioarele întinse la maxim înainte și oferă doamnei un Cunnilingus și Anilingus care o vor încânta și o vor face să răspundă, simultan, cu o felație pe masură.
- YMCA - Pentru a ajunge în faza finală a poziției, femeia, care stă acum în cap, își va desface picioarele conturând astfel litera Y. Barbătul ar trebui să o răsplătească pe femeie cu un Cunnilingus, iar ea la rândul ei cu o felație pe măsură.
- Poziția 68 (pentru ea) - Cel care execută stă intins pe spate cu partenera deasupra, amândoi stând cu fața în sus, într-o poziție de cap-spre picioare.
- 68 în picioare - Această poziție presupune ca bărbatul să stea șezut pe podea, femeia îl încalecă, prin față, rămânând în picioare. Bărbatul îi oferă un Cunnilingus pe cinste.
- Cu căști - Această este simplă, femeia nu trebuie decât să stea cât mai confortabil așezată pe o parte, iar bărbatul, așezat perpendicular, să introducă capul printre picioarele ei și să o satisfacă.
- Extazul Evei - Bărbatul se află întins pe spate, cu capul atârnând de marginea unui pat sau canapea. Femeia se așează practic cu spatele spre el și cu vulva direct pe fața acestuia.
- Fructul oprit - Femeia stă întinsă pe burtă, cu o pernă sub abdomen pentru a îi ridica și expune întreaga zonă intimă. Doamna trebuie să țină picioarele larg deschise și ăndoite în sus, astfel încît bărbatul, așezat în genunchi, în spatele ei, să poată intra cu ușurință între coapsele femeii și să o satisfacă.
- Îmbrățișarea crabului - Partenerii se așază pe o parte. Femeia lasă un picior sub corpul bărbatului, iar pe celălalt îl ridică și îl așază pe coapsa lui.
- Lotus 1 - Bărbatul stă în fund, cu picioarele încrucișate, iar femeia se așază în brațele lui, astfel încât să fie față în față. Partenerul îi cuprinde mijlocul sau gâtul cu mâinile.
- Lotus 2 - variantă a poziției lotus. Bărbatul stă în fund, cu picioarele încrucișate, iar femeia se așază în brațele lui față în față, apoi ridică ușor un picior.
- Chemarea - Bărbatul stă în fund, iar femeia i se așază în poală, depărtându-și picioarele și trecându-le peste brațele lui. El o prinde de mijloc și o ajută în mișcarea de du-te-vino.
- Pe culme - Bărbatul stă pe spate. Femeia se așază deasupra, cu picioarele încrucișate și sprijinite pe abdomenul partenerului și cu mâinile pe coapsele lui.
- Păianjenul - Femeia stă în poala bărbatului și amândoi se prind de picioare la nivelul gleznelor. În acest fel, mișcarea de du-te-vino seamănă cu un legănat.
- Încătușarea - Bărbatul stă în fund, cu picioarele depărtate. Femeia se așază în fața lui, îndoaie picioarele și le sprijină de pieptul lui, apoi se sprijină în coate.
- Adorație - Femeia stă în poala bărbatului, are picioarele încolăcite pe mijlocul lui și se sprijină cu mâinile de picioarele lui întinse.
- Săgeata - Femeia stă întinsă pe spate, își ridică picioarele, ținându-le întinse, și le prinde cu mâinile, depărtându-le. Bărbatul o penetrează stând în genunchi.
- Regăsirea - Femeia stă întinsă pe spate, are picioarele îndoite și cu pulpele ei strânge fundul partenerului. Bărbatul stă deasupra, în semiîngenunchere.

## Legături externe
Materiale media legate de Poziție sexuală la Wikimedia Commons